# Madonna (álbum de …And You Will Know Us by the Trail of Dead)
Madonna es el segundo álbum de estudio de la banda norteamericana …And You Will Know Us by the Trail of Dead. Fue lanzado el 19 de octubre de 1999 por la discográfica Merge Records. El sonido de este disco es mucho más variado que su predecesor, con guitarras muy potentes. La primera canción es un collage de sonidos de radio en los que se habla sobre la banda.

## Listado de canciones
1. «And You Will Know Them…» – 0:31
2. «Mistakes & Regrets» – 3:46
3. «Totally Natural» – 4:16
4. «Blight Takes All» – 4:43
5. «Clair de Lune» – 3:26
6. «Flood of Red» – 3:53
7. «Children of the Hydra's Teeth» – 1:22
8. «Mark David Chapman» – 4:10
9. «Up from Redemption» – 0:22
10. «Aged Dolls» – 7:17
11. «The Day the Air Turned Blue» – 1:03
12. «A Perfect Teenhood» – 5:17
13. «Sigh Your Children»† – 5:22 (contiene pista oculta)

† Llamada «Sigh Your Relief» en algunas ediciones internacionales